# Tetragnatha virescens
Tetragnatha virescens este o specie de păianjeni din genul Tetragnatha, familia Tetragnathidae, descrisă de Okuma, 1979. Conform Catalogue of Life specia Tetragnatha virescens nu are subspecii cunoscute.